# Machilus coriacea
Machilus coriacea är en lagerväxtart som beskrevs av Auguste Jean Baptiste Chevalier. Machilus coriacea ingår i släktet Machilus och familjen lagerväxter. Inga underarter finns listade i Catalogue of Life.